# Sphaerocera pseudomonilis
Sphaerocera pseudomonilis är en tvåvingeart som beskrevs av Nishijima och Takasi Yamazaki 1984. Sphaerocera pseudomonilis ingår i släktet Sphaerocera, och familjen hoppflugor. Arten är reproducerande i Sverige.